# Sarcophila turanica
Sarcophila turanica är en tvåvingeart som beskrevs av Boris Borisovitsch Rohdendorf och Yu. G. Verves 1985. Sarcophila turanica ingår i släktet Sarcophila och familjen köttflugor.
Artens utbredningsområde är Kazakstan. Inga underarter finns listade i Catalogue of Life.